# Баталін Юрій Петрович
Юрій Петрович Баталін (нар. 28 липня 1927, село Колканово Учалинського району, тепер Башкортостан, Росія — 21 липня 2013, місто Москва) — радянський державний діяч, заступник голови Ради міністрів СРСР, голова Державного комітету СРСР з праці і соціальних питань, голова Державного будівельного комітету СРСР. Член ЦК КПРС у 1986—1990 роках. Депутат Верховної Ради СРСР 11-го скликання. Кандидат технічних наук (1984). Академік і віцепрезидент Російської інженерної академії.

## Життєпис
Народився в родині робітника.
У 1950 році закінчив Уральський політехнічний інститут імені Кірова за спеціальністю «Промислове та цивільне будівництво», інженер-будівельник.
У 1950—1952 роках — виконроб будівельного управління, у 1952—1957 роках — начальник дільниці, у 1957—1958 роках — головний інженер тресту «Башвуглерозрізбуд» Башкирської АРСР.
Член КПРС з 1956 року.
У 1958—1962 роках — головний інженер, у 1962—1965 роках — керуючий тресту «Башнафтопромбуд» Башкирської АРСР.
У 1965—1970 роках — головний інженер — 1-й заступник начальника «Головтюменьнафтогазбуду».
У 1970—1972 роках — заступник міністра газової промисловості СРСР.
У 1972—1973 роках — заступник міністра, у 1973—1983 роках — 1-й заступник міністра будівництва підприємств нафтової і газової промисловості СРСР.
11 квітня 1983 — 20 грудня 1985 року — голова Державного комітету СРСР з праці і соціальних питань.
20 грудня 1985 — 7 червня 1989 року — заступник голови Ради міністрів СРСР.
Одночасно 19 серпня 1986 — 7 червня 1989 року — голова Державного будівельного комітету СРСР.
З червня 1989 року — персональний пенсіонер союзного значення в Москві.
У 1989—1990 роках — професор кафедри управління будівництвом Інституту підвищення кваліфікації фахівців-будівельників Держбуду СРСР.
Один з ініціаторів створення Інженерної академії СРСР (1990), перетвореної потім в Російську та Міжнародну інженерні академії, віце-президент РІА (1990). У 2001 році переобраний віцепрезидентом Російської інженерної академії. Член президії Російської інженерної академії.
Одночасно, з 1995 року — старший радник Президента ВАТ «Будтрансгаз». З травня 2002 року — президент Російської спілки нафтогазобудівників. Заступник голови опікунської ради Фонду ветеранів нафтогазового будівництва.
Помер 21 липня 2017 року. Похований в Москві на Новодівочому цвинтарі.

## Нагороди і звання
- два ордени Леніна (1973, 1987)
- три ордени Трудового Червоного Прапора (1967, 1971, 1977)
- орден «Знак Пошани» (1957)
- орден Дружби (Російська Федерація) (1999)
- медалі
- Ленінська премія (1980)
- Премія Ради Міністрів СРСР (1974)
- лауреат міжнародної премії імені Фрітьофа Нансена
- лауреат премії Міжнародної інженерної академії
- двічі лауреат премії імені академіка Губкіна
- Почесна грамота Кабінету Міністрів Російської Федерації (1997)